# Demoda
Demoda är ett släkte av skalbaggar. Demoda ingår i familjen vivlar.
Kladogram enligt Catalogue of Life:
| Demoda | \| \| Demoda vittata \| \| \| \| |
|        | \| \| Demoda vittata \| \| \| \| |
|        | Demoda vittata                   |
|        |                                  |